# Untere Marktstraße 4 (Bad Kissingen)

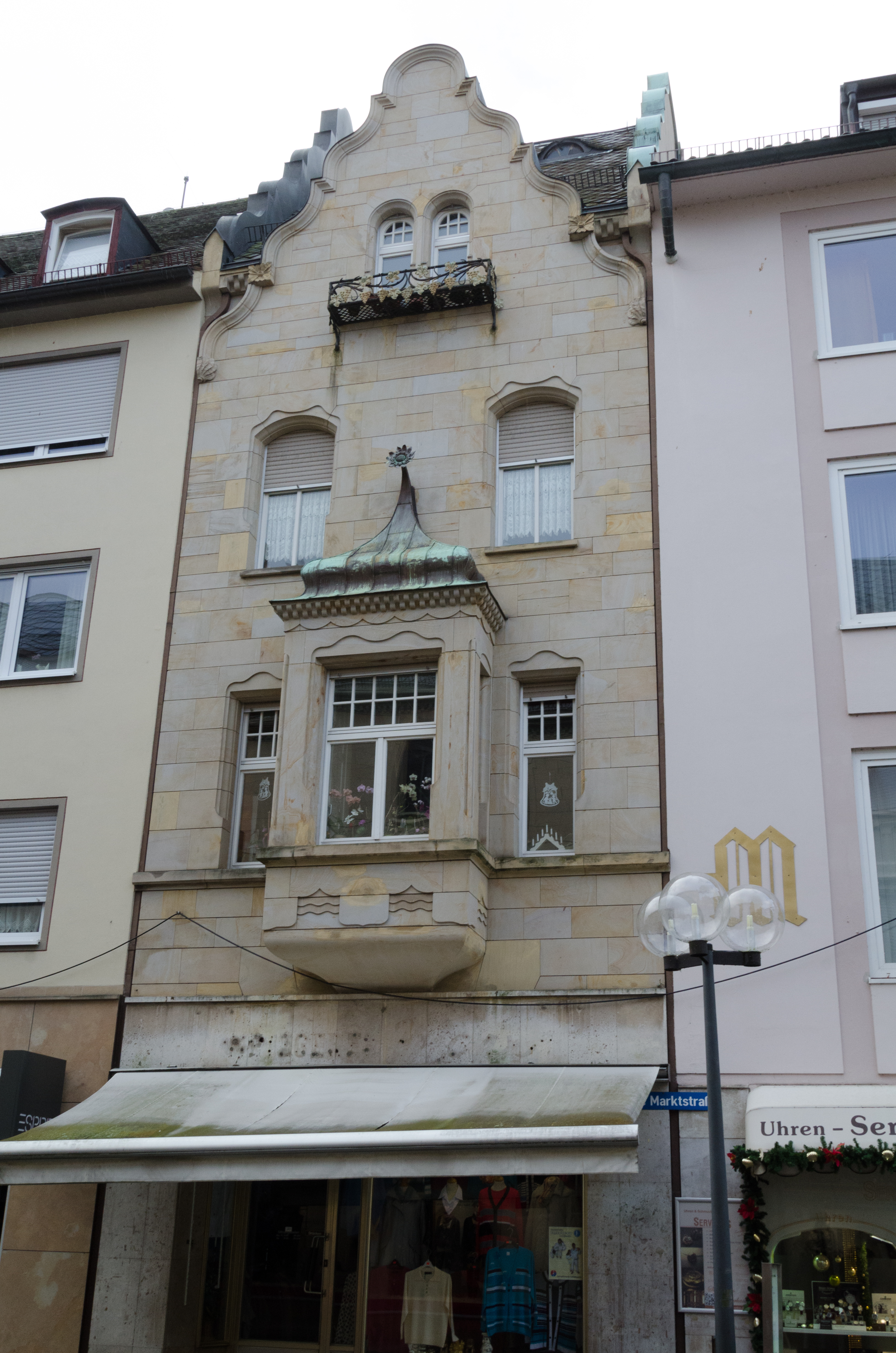
Untere Marktstraße 4

Das Gebäude Untere Marktstraße 4 in Bad Kissingen, der Großen Kreisstadt des unterfränkischen Landkreises Bad Kissingen, gehört zu den Bad Kissinger Baudenkmälern und ist unter der Nummer D-6-72-114-102 in der Bayerischen Denkmalliste registriert.

## Geschichte
Das Anwesen entstand im Jahr 1904 im Jugendstil und ersetzte einen niedrigeren Vorgängerbau. Die Sandsteinquaderfassade enthält einen Erker, einen geschwungenen Giebel und ein Reliefornament.
In dem Anwesen befinden sich heute Wohnungen und ein Geschäft.